# Arttu Hyry
Arttu Hyry, född 6 april 2001, är en finländsk professionell ishockeyforward som är kontrakterad till Dallas Stars i National Hockey League (NHL) och spelar för Texas Stars i American Hockey League (AHL).
Han har tidigare spelat för Oulun Kärpät i Liiga och Kokkolan Hermes i Mestis.
Hyry blev aldrig NHL-draftad.

## Statistik
| 2020–2021    | Oulun Kärpät    | Liiga        | 3   | 0  | 0  | 0  | 0  | 1  | 0 | 0 | 0 | 0 |
| 2021–2022    | Oulun Kärpät    | Liiga        | 43  | 4  | 5  | 9  | 4  | 7  | 2 | 0 | 2 | 0 |
|              | Kokkolan Hermes | Mestis       | 2   | 0  | 0  | 0  | 0  | —  | — | — | — | — |
| 2022–2023    | Oulun Kärpät    | Liiga        | 46  | 9  | 4  | 13 | 8  | 3  | 0 | 0 | 0 | 0 |
| 2023–2024    | Oulun Kärpät    | Liiga        | 55  | 14 | 17 | 31 | 6  | 12 | 3 | 0 | 3 | 0 |
| 2024–2025    | Dallas Stars    | NHL          | 1   | 0  | 0  | 0  | 0  | —  | — | — | — | — |
|              | Texas Stars     | AHL          | 29  | 14 | 12 | 26 | 8  | —  | — | — | — | — |
| NHL totalt   | NHL totalt      | NHL totalt   | 1   | 0  | 0  | 0  | 0  | —  | — | — | — | — |
| Liiga totalt | Liiga totalt    | Liiga totalt | 147 | 27 | 26 | 53 | 18 | 23 | 5 | 0 | 5 | 0 |

### Internationellt
| Källa: Uppdaterad: 2025-01-03 | Källa: Uppdaterad: 2025-01-03 | Källa: Uppdaterad: 2025-01-03 |         | Utv = Utvisningsminuter | Utv = Utvisningsminuter | Utv = Utvisningsminuter | Utv = Utvisningsminuter | Utv = Utvisningsminuter |
| År                            | Lag                           | Mästerskap                    | Matcher | Mål                     | Assists                 | Poäng                   | Utv                     |                         |
| ----------------------------- | ----------------------------- | ----------------------------- | ------- | ----------------------- | ----------------------- | ----------------------- | ----------------------- | ----------------------- |
| 2024                          | Finland                       | VM                            | 8       | 2                       | 1                       | 3                       | 2                       |                         |
| Senior totalt                 | Senior totalt                 | Senior totalt                 | 8       | 2                       | 1                       | 3                       | 2                       |                         |